# 程秀民
程秀民（1505年—1559年），字天毓，号习斋，浙江衢州府西安縣人，民籍。明朝政治人物。同进士出身。

## 生平
治《易經》，嘉靖十年（1531年）由縣學生中式辛卯科浙江鄉試第五十三名舉人，嘉靖十一年（1532年）壬辰科會試第九名，第三甲第六十六名進士。觀吏部政，授金谿知县，陞刑部主事，改兵部主事，員外郎，郎中，嘉靖二十四年，擔任泉州府知府，捍卫倭寇进犯有功，因母亲眼睛失明，辞官终养。後起補建寧府知府，陞福建副使，調湖廣，官至雲南參政。

## 家族
曾祖程惟謙；祖程端，知州；父程鑣；母楊氏。具慶下，妻蔡氏，行二十七，兄舜民；吉民，子應鵬。